# Mariä-Empfängnis-Basilika (Norfolk)

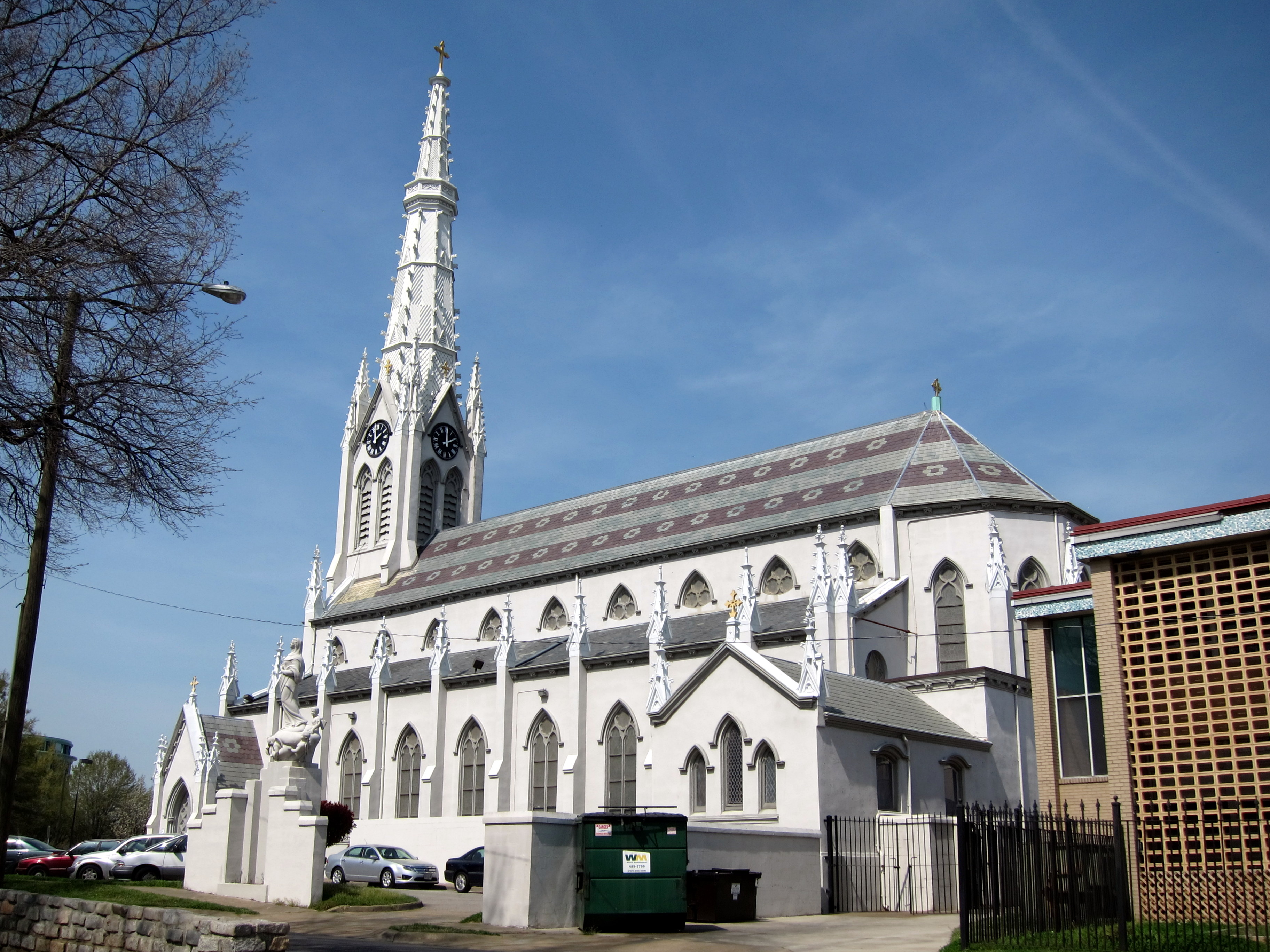
Basilika der Heiligen Maria von der Unbefleckten Empfängnis

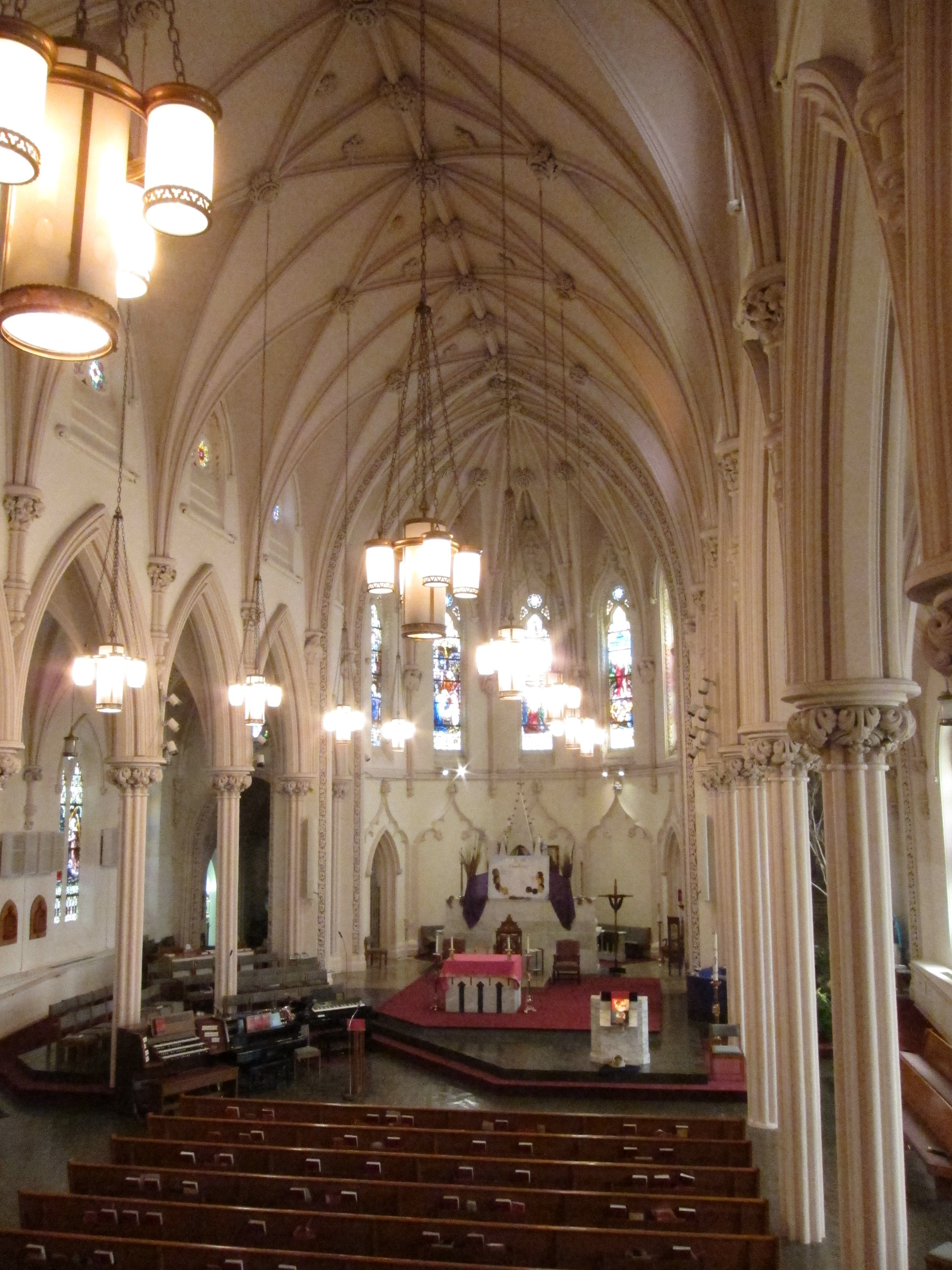
Innenraum

Die Basilika der Heiligen Maria von der Unbefleckten Empfängnis (englisch Basilica of Saint Mary of the Immaculate Conception) im Stadtzentrum von Norfolk im Südosten Virginias, Vereinigte Staaten ist die älteste römisch-katholische Pfarrgemeinde im Bistum Richmond. Die Mitte des 19. Jahrhunderts erbaute Kirche ist als Kulturdenkmal im Nationalen Verzeichnis historischer Stätten geschützt und hat den Rang einer Basilica minor.

## Geschichte
Die Gemeinde begann 1791 als Kirche Saint Patrick. Sie wurde von französischen Katholiken gegründet, die vor der Französischen Revolution flohen und denen sich einige der frühesten irisch-katholischen Einwanderer in die Vereinigten Staaten anschlossen. St. Patrick’s war die älteste Pfarrei in der Diözese Richmond und entstand 29 Jahre vor der Gründung der Diözese.

### 19. Jahrhundert
Das erste Kirchengebäude wurde 1842 erbaut, wurde aber 1856 durch einen Brand zerstört. Das heutige Gebäude wurde 1858 fertiggestellt und zum Gedenken dem 1854 von Papst Pius IX. verkündete marianische Dogma der Unbefleckten Empfängnis gewidmet.
Durch die Lage in den Südstaaten war die rassengetrennte christliche Kirche nur für Weiße bestimmt. Pater Matthew O’Keefe initiierte die Erlaubnis, afroamerikanischen Katholiken zu gestatten, in einem ihnen zugewiesenen Teil der Chorempore abgetrennt zu sitzen. Die örtliche Know-Nothing-Bewegung von Anti-Katholiken bedrohte ihn, es sei denn, die Kirche würde getrennte Messen einführen, was er ablehnte. Schlägertypen versuchten, weiße Gemeindemitglieder einzuschüchtern, bis P. O’Keefe Polizeischutz erhielt. Aus den Aufzeichnungen der Diözese geht hervor, dass örtliche katholische Familien glaubten, die Know Nothings hätten das Feuer entzündet, das 1856 St. Patrick’s zerstörte. Die Himmelfahrt, ein von König Louis-Philippe I. und Königin Maria Amalia von Frankreich gestiftetes Gemälde, fiel den Flammen zum Opfer.
Die Josephitischen Väter kamen 1889 aus Richmond nach Norfolk. Im September desselben Jahres wurde die separate schwarz-katholische Gemeinde Saint Joseph’s gegründet, um den religiösen Bedürfnissen der afroamerikanischen Gemeinschaft der Stadt gerecht zu werden.

### 20. Jahrhundert
1961 wurden die Pfarreien zusammengelegt. Nach einem umfangreichen Renovierungs- und Restaurierungsprogramm wurde das wiederhergestellte Gebäude am 1. November 1989 neu geweiht. Heute besteht die katholische Kirche St. Mary’s zu neunundneunzig Prozent aus afroamerikanischen Gläubigen.

## Basilika minor
Anlässlich der 200-Jahr-Feier der Kirche am 8. Dezember 1991 verlieh Papst Johannes Paul II. der Kirche St. Maria von der Unbefleckten Empfängnis den Rang einer Basilica minor, der einzigen in Virginia und der einzigen mit überwiegend afroamerikanischen Gemeindemitgliedern. In seiner Proklamation sagte der Papst: 

„Die Kirche der Unbefleckten Empfängnis ist die einzige in Virginia und die einzige mit vorwiegend afroamerikanischen Gemeindemitgliedern:
Ihr schwarzes Kulturerbe bereichert die Kirche und macht ihr Zeugnis der Universalität vollständiger. Die Kirche braucht Sie wirklich, so wie Sie die Kirche brauchen, denn Sie sind ein Teil der Kirche und die Kirche ist ein Teil von Ihnen.“

## Bauwerk
Die Kirche wurde auf einem rechteckigen Grundriss als Basilika mit stuckierten Ziegeln gebaut. Sie verfügt über einen zentral gelegenen, dreistufigen Turm mit Turmspitze. Auf dem Grundstück befindet sich auch das dazugehörige Pfarrhaus. Es handelt sich um einen dreistöckigen, rechteckigen Backsteinbau im neugotischen Stil. Die Kirche wurde 1979 in das Nationale Register historischer Stätten aufgenommen. Der zugehörige katholische Friedhof Saint Mary’s wurde 2001 hinzugefügt.